# Liste der Monuments historiques in Villing
Die Liste der Monuments historiques in Villing führt die Monuments historiques in der französischen Gemeinde Villing auf.

## Liste der Objekte
| Bezeichnung | Beschreibung                                                                           | Standort                        | Kennzeichnung | Schutzstatus | Datum | Bild |
| ----------- | -------------------------------------------------------------------------------------- | ------------------------------- | ------------- | ------------ | ----- | ---- |
| Hauptaltar  | Altartisch mit Altaraufbau und Tabernakel; Eichenholz, farbig gefasst, 18. Jahrhundert | in der Kirche St-Clément (Lage) | PM57000646    | Classé       | 1982  |      |